# Erick van Egeraat
Erick van Egeraat (Amszterdam, 1956. április 27. –) holland építész. Alkotásai között kiemelkednek a budapesti ING-székház és az Utrechti Egyetem Hijmans van den Bergh Orvosi Fakultása. 2006-ban a Budapestért díjjal lett kitüntetve, 2007-ben pedig a Rietveld díjjal.
Irodája Erik van Egeraat Associates (EEA) Rotterdam-ban, Londonban, Moszkvában, Prágában, és Budapesten működött, de 2009-ben csődbe ment.